# Raghunāthpur, Bihar
Raghunāthpur är en ort i Indien.   Den ligger i distriktet Katihar och delstaten Bihar, i den östra delen av landet, 1 100 km öster om huvudstaden New Delhi. Raghunāthpur ligger 38 meter över havet och antalet invånare är 6 100.
Terrängen runt Raghunāthpur är mycket platt. Runt Raghunāthpur är det tätbefolkat, med 819 invånare per kvadratkilometer. Närmaste större samhälle är Bārsoi, 3,0 km söder om Raghunāthpur. Trakten runt Raghunāthpur består till största delen av jordbruksmark.